# Abakaliki
Abakaliki er en by i de sydøstlig Nigeria, ca. 40 km øst for Enugu. Den er administrativ hovedstad for delstaten Ebonyi og har omkring 100.000 indbyggere (2006); En beregning fra 2012 anslår at der nu er 267.386 indbyggere

## Ekstene kilder og henvisninger
1. ↑  World Gezatteer Bevölkerungsdaten für Abakaliki 2012

- Om byen Arkiveret 18. marts 2012 hos  Wayback Machine på ebonyionline.com

6°20′N 8°6′Ø / 6.333°N 8.100°Ø